# Скочак
Скоча́к — село в Україні, в Лубенському районі Полтавської області. Населення становить 29 осіб. Входить до складу Гребінківської міської громади.

## Географія
Село Скочак знаходиться за 3 км від правого берега річки Сліпорід, на відстані до 2-х км розташовані села Сотницьке, Почаївка і Тополеве. По селу протікає пересихаючий струмок з загатою.

## Історія
Село Скочак має давнішню історію. Ще в 1727 році козаки Василь і Дмитро Пригодяченки продали Пирятинському сотнику Григорію Корнієвичу «свой хутор половинную часть з хатою, луку з осинником и лозою, найдуючихся в степу називаемом Дальний Скочак… и земли по обойм сторонам ярка Скочак» (Стороженко «Фамильный архив» т. VI, стор. 339—340).
В 1760 р. при поділі батьківських маєтностей ця половинна частина хутора Скочак і його земель дісталась синам Григорія Корпнієвича: Пирятинському сотникові Михайлові і бунчуковому товаришу Якову Григоровичам (Астряб М. Г. «Малороссийский Лубенский полк» § 269).
Про другу частину Скочака дізнаємося з документів Генерального опису Малоросії 1767 р. (ЦДІА, Київ, ф-57, оп. 1, кн. 425-а, стор. 410—416). Ця частина належала козакам Степаненкам Андрію і Григорію, а коли дочка Григорія Степаненка одружувался зі Стефаном Щербаком, то їй у посаг віддали цю частину Скочака.
Згодом цю половину Скочака одержав в спадщину онук Стефана Щербака Максим Андрійович Щербак, дружиною якого стала дочка Пирятинського сотника Михайла Корнієвича (Ограновича) Анастасія Михайлівна. Цим шлюбом Максима Щербака з Анастасією Михайлівною були об'єднані обидві частини Скочака в єдину маєтність.
За часів Щербаківського володіння хутором Скочак за сповідальними відомостями тут мешкали в 1774 р — 111 душ, 1789 р. — 143 душі; а за «Описами Київського намісництва» в 1781—1789 р.р. тут налічувалося 72 д. дорослих селян.
В сповідальній відомості 1774 р. були записані такі прізвища мешканців х. Скочака: Пасічник, Рогозинський, Микитенко, Сотник, Мисливець, Вороненко, Ворона, Гавриленко, Величко, Онищенко.
В період 1802—1807 р.р. Скочаківську маєтність купив колишній домашній лікар Новоросійського генерал-губернатора Г. О. Потьомкіна статський радник Санковський Андрій Пилипович (1730—1818), який поселився і жив тут до кінця днів своїх. В свій час А. П. Санковський мешкав у місті Ніжині, де мав кращий у місті будинок.
Проїжджаючи через Ніжин по дорозі із Петербурга в Новоросійський край Г. О. Потьомкін щоразу зупинявся у Санковського. Він полюбив гостинного господаря, а як дізнався, що Санковський — умілий лікар, запропонував йому місце свого домашнього лікаря, на що той, звичайно, погодився.
Санковський завжди супроводжував Потьомкіна в його поїздках. В жовтні 1791 р. Потьомкін в супроводі своєї «свити» їхав із міста Ясси до Миколаєва. В дорозі йому стало погано, обоз зупинився в степу.
Тут він і сконав, була навіть намальована картина, на якій зображався цей епізод: безмежний степ, зупинена «колимага» і інші екіпажі, на розстеленому на землі килимі лежить Потьомкін, перед ним на колінах з іконою в руках стоїть його лікар Андрій Санковський. За легендою на картині зображений такий момент: Потьомкін, відчувши себе погано, говорить лікарю: «Рятуй, Санковський!» Останній, указуючи на ікону, відповідає: «Моліться, тільки Бог Вас спасе!» Копія картини зберігалась на хуторі Скочак у нащадків Андрія Пилиповича.
Після Санковського А. П. і його дружини маєтністю володів син Віктор Андрійович. Як потім згадувала Варвара Ананіївна Александрович (Стороженко), Віктор Андрійович Санковський в своїй маєтності х. Скочак побудував для себе дуже красиво оздоблений будинок з паркетом, різьбленими лаковими дверима і ін. по тому часу новинками. Цю оздобу виконували різьб'ярі Донцови із Чернігова, які потім споруджували в Івано-Богословській церкві с В. Круча іконостас.
Санковський В. А. і його дружина Марія Іванівна володіли маєтністю до початку 1860-х років, а потім — їх дочка Ганна Вікторівна, яка була дружиною підпоручика князя Кудашева. Вона продала маєтність х. Скочак дружині генерал-майора Уляні Гаврилівні Глінці (до шлюбу — Вишневська).
Вона відписала цю маєтність своїй племінниці Ганні Олександрівні, яка була дружиною Орловського поміщика Мініна. Деякий час володіла цією маєтністю одна із їх дочок Марія Мініна (у шлюбі — Левина М. В.), яка продала її різним власникам: Мусін — Пушкіну (який купив крім землі і панську садибу), М. В. Стороженку, козакам Деркачам І. М., М. М., Удовиченкам Я. І. і Т. М. Ці власники і володіли маєтністю до самої революції 1917 р.
За адміністративно-територіальним поділом Скочак до 1919 р. входив до складу Пирятинської волості Пирятинського повіту. З 1919 р. до 1925 р. — до Ульяновської сільради Пирятинського району, а з 1925 р. і приблизно до 1957 р. — до Раковщинської (Ворошилівської, Жовтневої сільради), а з 1957 р. — до Ульяновської сільради.
До 1787 р. мешканці х. Скочак відносилися до парафії Георгієвської церкви с. Городища, а з 1787 р. до — Іоаино-Богословської церкви с. Велика Круча.
До революції 1917 р. діти Скочака навчалися у школі хутора Сотниківки (нині Жовтневе), а після революції в Скочаку відкрилась своя школа. Учителями в різний час тут були: Наталія Григорівна Блинова, Софія Федорівна Свииарівна, Петро Степанович Ватажок.
В 1926 р. через малу кількість учнів школа була зачинена, а пізніше вона знову почала функціонувати, як початкова чотирикласна.
У 1980 році в Скочаку було збудоване велике гарне приміщення, в якому розмістились магазини, бібліотека і клу. Але так ця будівля і не прижилась в селі та не дала користі людям. Розваляли.
В Скочаку у 1980 році був збудований гарний добротний будинок в якому розміщалися клуб, бібліотека, магазин, але приміщення протрималися дуже мало і не принесло радості людям. це приміщення жорстоко знищенне, розваляне.
Як в Новоселівці, так і в Скочаку займалися колгоспники і тваринництвом і рослинництвом, були ферми де утримували і корів, і волів, і коней, свиней і т. д. Були контори колгоспів і були працівники бухгалтерії, лише сільська Рада була одна на три села Ворошиловку, Новоселовку і Скочак, де головою Ради була Краснова Марія Костянтинівна.